# Ugugumo
Ugugumo (Revolució) fou un moviment polític i militar d'Etiòpia format per l'ètnia àfar.
El primer grup del Ugugumo es va formar el 1978 a Barahle, com un grup d'autodefensa contra els atacs del Front Popular d'Alliberament de Tigre a territori àfar. El Derg va veure la seva potencialitat i el va finançar i entrenat des de 1979. Una part dels seus membres eren antics joves militants de l'AKA i després ANLM (Moviment Nacional d'Alliberament Àfar) ara aliat al Derg, i de caràcter esquerrà, si bé també hi havia elements procedents del Front d'Alliberament Àfar i simples pagesos. També lluitaven contra els rebels eritreus a la costa de Dankàlia.
El 1991, després de la caiguda del Derg i la independència de facto d'Eritrea, l'Ugugumo fou reforçat amb els desbandats militants del Moviment Nacional d'Alliberament Àfar (ANLM) i els seus diversos fronts van agafar importància; l'Ugugumo declarava lluitar per la reunificació dels àfars d'Eritrea i Etiòpia i rebutjava la cessió de la costa de Dankàlia amb el port d'Assab a Eritrea.
Una part de l'Ugugumo es va unir a un grup dirigit per Mohamoda Ahmed Gaas (ex cap regional del Partit dels Treballadors d'Etiòpia, el partit de Menguistu Haile Mariam) i cofundador de l'ARDU (Afar Revolutionary Democratic Unity) a Djibuti (un dels tres grups que va conformar el Front per la Restauració de la Unitat i la Democràcia FRUD l'agost de 1991). De la unió de la secció de l'ARDU a Etiòpia i de l'Ugugumo va sorgir l'ARDUU (Afar Revolutionary Democratic Unity Union) a Etiòpia (octubre de 1991). A finals del 1991 aquestos membres de l'Ugugumo integrants de l'ARDUU haurien ajudat a les milícies del FRUD de Djubuti, segons van denunciar les autoritats d'aquest país; al mateix temps l'ARDUU llençava la lluita per la reunificació a Etiòpia i Eritrea, cosa que tenia el suport de nacionalistes etíops però no del nou govern de transició etíop de base tigrinya. El ARDUU es va unir a dos altres grups (l'Afar Ummatah Demokrasiyyoh Focca/Afar People's Democratic Front AUDF/APDF, i l'Afar Revolutionary Forces ARF) i junts van esdevenir l'ARDUF (Afar Revolutionary Democratic United Front) el març del 1993.
El grup central de l'Ugugumo fou quasi eliminat el 1995 quan el seu cap Muhyadin Miftah fou arrestat a Djibuti (agost de 1995) i entregat a Etiòpia; una bona part dels altres caps van fer un acord amb el govern i es van unir a l'Organització Popular Democràtica Àfar (APDO), el partit majoritari a la regió d'Àfar després de les eleccions del 1995 de la que el 1996 va tenir també la presidència (Ismail Ali Siro). Uns 400 guerrillers van entregar les armes però encara quedaven tres grups de l'Ugugumo que van seguir la lluita.
L'ARDUF va lluitar fins al 1997 i es va unir al govern regional d'Afària el 1998.
Un tercer grup de la Ugugumo era el liderat per Salih Ali Hudale que finalment, el 2005, va formar el Front Nacional Revolucionari Democràtic Àfar (Afar National Revolutionary Democratic Front ANRDF) i va participar en les eleccions d'aquell mateix any.
I el darrer grup liderat per Abdilla Mussa va seguir la lluita, amb suport d'Eritrea, però de manera limitada, destacant el segrest d'alguns oficials del règim i alguns estrangers el 2007. No està clara la relació d'aquest grup amb l'anomenat Moviment Àfar/Àfar Movement (Qafar Ugugumo) format el 2006 i enemic del govern de base tigrinya d'Addis Abeba (anomenat vulgarment "règim Woyane"), que el 2009 descartava la lluita armada.